# The Woman in the Fifth
The Woman in the Fifth (título francés La femme du Vème,) también conocida como Oculta pasión, es una película dramática franco-británica-polaca dirigida y escrita por Paweł Pawlikowski.
Adaptada de la novela del mismo nombre de Douglas Kennedy de 2007, la película se centra en un escritor estadounidense divorciado (Ethan Hawke) que se muda a París para estar más cerca de su pequeña hija. Mientras se embarca en una aventura con una viuda misteriosa (Kristin Scott Thomas), una fuerza oscura parece estar tomando el control de su vida.

## Sinopsis
El escritor estadounidense Tom Ricks llega a París para estar más cerca de su pequeña hija que vive con su ex mujer. El divorcio fue causado por la enfermedad mental de Tom, de la que aparentemente se ha recuperado. Completamente arruinado, acepta un trabajo como guardia nocturno para un jefe del crimen local que es dueño de un albergue en ruinas. Estacionado en una oficina del sótano, su única tarea es presionar un botón cuando suena una campana. Espera que la tranquilidad de la noche lo ayude a concentrarse en su nueva novela. Sus días se vuelven más emocionantes cuando inicia un romance con Margit, una viuda misteriosa y elegante que impone extrañas reglas a sus encuentros: solo lo verá en su apartamento del quinto distrito ., a las 5:00 p. m. en punto, dos veces por semana y no debe hacer preguntas sobre su trabajo o su vida pasada. También se acerca a Ania, la camarera polaca del hostal donde vive, que tiene aficiones literarias.

## Reparto
- Ethan Hawke como Tom Ricks
- Kristin Scott Thomas como Margit Kadar
- Joanna Kulig como Ania
- Samir Guesmi como Sezer
- Marcela Iacub como Isabella
- Anne Benoît como la profesora
- Grégory Gadebois como el teniente de la unidad de infantería

## Producción
The Woman in the Fifth fue producida por Haut Et Court, con sede en París, con Film4 Productions del Reino Unido, y cofinanciada por el UK Film Council y SPI Polonia.
Pawlikowski vio la película como "una historia sobre un hombre dividido entre la necesidad de una familia y estabilidad y la necesidad de ser creativo". En 2009, se acercó a Hawke para interpretar al personaje principal mientras el actor actuaba en una obra de teatro en el Old Vic de Londres. Thomas fue elegida como la "mujer en la Quinta" poco después.
El rodaje tuvo lugar en París de abril a junio de 2010.

## Lanzamiento
Estrenada en el Festival Internacional de Cine de Toronto de 2011, la película se estrenó en Francia el 16 de noviembre de 2011. Al año siguiente se estrenó en el Reino Unido el 17 de febrero y en Estados Unidos el 15 de junio.

## Recepción
La película recibió críticas mixtas, con una calificación "fresca" del 63% en Rotten Tomatoes y una puntuación de 57 en Metacritic.